# Cardiocondyla provincialis
Cardiocondyla provincialis é uma espécie de formiga do gênero Cardiocondyla, pertencente à subfamília Myrmicinae.